# Valeria Flórez
Valeria Lucía Flórez Calderón (Lima, 12 de septiembre de 1996) es una presentadora de televisión, modelo y cantante peruana, que se ha destacado por ser la conductora del magacín Un día en el mall del canal peruano Willax Televisión.

## Biografía

### Primeros años
Valeria Lucía Flórez Calderón nació el 12 de septiembre de 1996 en Lima, proveniente de una familia de clase media alta, siendo la sobrina por vía paterna del tenor peruano Juan Diego Flórez.

### Carrera televisiva y radial
Flórez comenzó su carrera artística a la edad de diez años participando en diferentes comerciales de televisión. Pero fue en el año 2007 cuando le llegó la oportunidad de ser una de las integrantes del espacio juvenil peruano América kids para el canal América Televisión, inicialmente como una miniserie  y compartió con otras figuras adolescentes como María Grazia Gamarra, Alejandro Roca Rey y Sasha Kapsunov. Tras el estreno de su derivado, La Akdemia, el espacio cambió de género a programa de televisión en el año 2009, en el cual Flórez se desempeñaría por primera vez en la conducción. Tras la cancelación del espacio el año 2012, se alejó temporalmente de la televisión y comenzó a estudiar la carrera de música en la Pontificia Universidad Católica del Perú.
Retomó su faceta televisiva en el año 2015 realizando diferentes reportajes para otros espacios y al año siguiente, concursa en el programa de telerrealidad de competencia física Reto de campeones en el rol de competidora. Además, Flórez fue coconductora del programa juvenil El pack por la señal de Willax Televisión en 2017. Tras la cancelación del espacio, se suma a la otra producción del mismo canal Un día en el mall como presentadora al lado de Andrea Arana, en el cual se mantiene en la actualidad. En dicho espacio, se realiza un recorrido por el centro comercial Plaza Norte.
Su fama como presentadora televisiva le permitió incursionar temporalmente como locutora de radio, haciendo su debut con su propio programa Todo vale para la emisora local Onda Cero en 2019,[cita requerida] y meses después participaría como conductora del otro formato La noche al lado de la cantante Flavia Laos,[cita requerida] y posteriormente con la exmodelo y presentadora Karla Tarazona, hasta su renuncia en el año 2020.[cita requerida]
En el año 2023, fue parte del segmento «Esto es bacán» del programa semanal Sorpréndete, teniendo una corta participación.
En 2024 Flórez y Arana asumieron la conducción de Crónicas de impacto, centrado en contenido policial.

### Otras participaciones
Flórez se incursiona en la música en el año 2020 de la mano del productor Jesús «el Viejo» Rodríguez lanzando su tema debut titulado «Ya no», el cual estaba basado en la lucha contra la violencia a la mujer. En el año 2023, lanzó su segundo sencillo: «En mí».[cita requerida]
Fue invitada por la ex reina de belleza peruana Jessica Newton en 2022 para confirmar su presencia en el concurso de belleza Miss Perú Universo al lado de otras candidatas, siendo televisado en plena emisión del programa de telerrealidad Esto es guerra. Gracias a su desempeño, se convirtió en una de las favoritas para ganar la corona. Finalmente, quedó como 2.ª finalista de la edición y accedió a otra competencia Miss Supranacional 2023, siendo coronada con el título de Nuestra Latinoamericana Universal Perú.
El 14 de julio de 2023, compitió en el Miss Supranacional 2023 como representante de su país, en el cual se llevó los elogíos por parte del público. No obstante, Flórez ocupó el sexto lugar de la edición dentro del Top 12 y tras terminar su participación, fue condecorada con el título de Miss Supranacional Américas.

## Créditos

### Televisión
| Año        | Título              | Rol                                          | Emisión            | Ref.         |
| ---------- | ------------------- | -------------------------------------------- | ------------------ | ------------ |
| 2007-2009  | América kids        | Valeria                                      | América Televisión | [ 2 ] [ 18 ] |
| 2009-2012  | América kids        | Presentadora                                 | América Televisión | [ 2 ] [ 18 ] |
| 2016       | Reto de campeones   | Competidora                                  | Latina Televisión  | [ 19 ] [ 5 ] |
| 2017-2018  | El pack             | Copresentadora                               | Willax Televisión  | [ 6 ]        |
| desde 2018 | Un día en el mall   | Presentadora                                 | Willax Televisión  | [ 7 ]        |
| 2022       | Sorpréndete         | Participante de la secuencia «Esto es bacán» | Willax Televisión  | [ 9 ] [ 20 ] |
| 2022       | Amor y fuego        | Invitada especial                            | Willax Televisión  | [ 18 ]       |
| desde 2024 | Crónicas de impacto | Presentadora                                 | Willax Televisión  | [ 10 ]       |

### Radio
| Año       | Título    | Rol      | Emisión   | Ref.             |
| --------- | --------- | -------- | --------- | ---------------- |
| 2019      | Todo vale | Locutora | Onda Cero | [cita requerida] |
| 2019-2020 | La noche  | Locutora | Onda Cero | [cita requerida] |

## Discografía

### Álbumes en producción
- 2020: Ya no[11]
- 2023: En mí

## Certámenes de belleza
- Miss Perú Universo 2022: 2.ª finalista
- Nuestra Latinoamericana Universal Perú 2022: Ganadora[15]
- Miss Supranacional Perú 2023: Ganadora
- Miss Supranacional 2023: Top 12 (Sexto lugar)[16][21]
- Miss Supranacional Américas 2023: Reconocimiento[17]